# Castelló Masters 2011
De vierde editie van de Castelló Masters wordt gespeeld van 20-23 oktober 2001 op de Club de Campo del Mediterraneo in Borriol. Het toernooi maakt deel uit van de Europese PGA Tour. Het prijzengeld is € 2.000.000.
De eerste editie werd gewonnen door Sergio Garcia, die op zijn thuisbaan speelde. De Zweed Michael Jonzon won de tweede editie en de vorige editie was de eerste overwinning van Matteo Manassero, die toen nog maar 17 jaar was. Alle drie voormalige winnaars doen in 2011 weer mee.

## Verslag

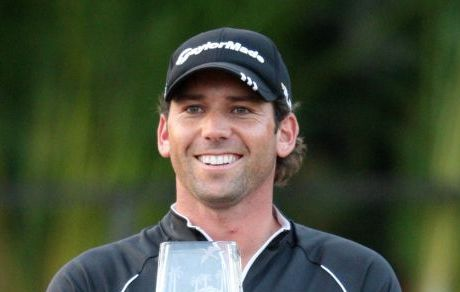
Sergio García, leider ronde 2, 3 en 4

Ronde 1
De vier Nederlanders spelen allen in de ochtendronde. Robert-Jan Derksen kwam als eerste binnen en had +1 gemaakt, Joost Luiten had de ronde in par gespeeld. Floris de Vries stond met -3 op de derde plaats toen hij de 18de hole opliep, maar maakte daar een triple-bogey en had dus ook 71 gescoord. Op dat moment stond Maarten Lafeber op -2 met nog drie holes te gaan.
Zanotti was vanochtend nummer 1 met een score van 66 (-5). Hij werd 's middags alleen door Ross McGowan ingehaald.

Ronde 2
Alexander Norén verbeterde het toernooirecord met een ronde van 63 en enkele uren later kwam de 31-jarige thuisspeler Sergio García ook met 63 binnen en ging daarmee aan de leiding. Toen hij twaalf jaar was werd hij op deze baan clubkampioen. 
Na ronde 1 leek het alsof de vier Nederlanders een goede positie hadden om de cut te halen maar alleen Joost Luiten heeft een goede tweede score neergezet. De cut werd level par. Grote namen als Colin Montgomerie, José Maria Olazábal en John Daly hebben die ook niet gehaald.

Ronde 3
Sergio García heeft zijn voorsprong mooi uitgebreid en staat acht slagen voor op nummer twee, Thongchai Jaidee. 
Ronde 4
Joost Luiten heeft het toernooi afgerond met een keurige ronde van 66 en eindigde op de gedeeld 11de plaats.

Sergio García's voorsprong is niet in gevaar geweest, hij maakte weer een ronde van 63 en won het toernooi met een voorsprong van elf slagen. Mooi om dat te presteren voor eigen publiek.
- Leaderboard

| Naam                      | R1 | Score | Nr  | R2 | Score | Totaal | Nr  | R3 | Score | Totaal | Nr  | R4 | Score | Totaal | Nr  |
| ------------------------- | -- | ----- | --- | -- | ----- | ------ | --- | -- | ----- | ------ | --- | -- | ----- | ------ | --- |
| Sergio García             | 67 | -4    | T5  | 63 | -8    | -12    | 1   | 64 | -7    | -19    | 1   | 63 | -8    | -27    | 1   |
| Gonzalo Fernández-Castaño | 69 | -2    | T17 | 66 | -5    | -7     | T6  | 69 | -2    | -9     | T4  | 64 | -7    | -16    | 2   |
| Ross McGowan              | 64 | -7    | 1   | 70 | -1    | -8     | T3  | 69 | -2    | -10    | 3   | 71 | par   | -10    | T8  |
| Richard McEvoy            | 66 | -5    | T2  | 69 | -2    | -7     | T6  | 71 | par   | -7     | T11 | 69 | -2    | -9     | T11 |
| Joost Luiten              | 71 | par   | T44 | 68 | -3    | -3     | T28 | 70 | -1    | -4     | T31 | 66 | -5    | -9     | T11 |
| Thongchai Jaidee          | 67 | -4    | T5  | 69 | -2    | -6     | T10 | 66 | -5    | -11    | 2   | 74 | +3    | -2     | T20 |
| Fabrizio Zanotti          | 66 | -5    | T2  | 71 | par   | -5     | T15 | 74 | +3    | -2     | T45 | 68 | -3    | -5     | T35 |
| Maarten Lafeber           | 69 | -2    | T17 | 74 | +3    | +1     | MC  |    |       |        |     |    |       |        |     |
| Floris de Vries           | 71 | par   | T44 | 73 | +2    | +2     | MC  |    |       |        |     |    |       |        |     |
| Robert-Jan Derksen        | 72 | +1    | T59 | 73 | +2    | +3     | MC  |    |       |        |     |    |       |        |     |

| Leider |  | Toernooirecord |  | MC = missed cut = cut gemist |

## De spelers
| - Felipe Aguilar - Thomas Aiken - Fredrik Andersson Hed - Seve Benson - Richard Bland - Grégory Bourdy - Gary Boyd - Mark Brown - Rafael Cabrera Bello - Alejandro Cañizares - Magnus A. Carlsson - Christian Cévaër - George Coetzee - Robert Coles - Rhys Davies - Robert-Jan Derksen - Robert Dinwiddie - David Dixon - Stephen Dodd - Andrew Dodt - Nick Dougherty - Bradley Dredge - David Drysdale - Rafa Echenique - Johan Edfors - Niclas Fasth - Gonzalo Fernández-Castaño - Kenneth Ferrie - Richard Finch | - Oliver Fisher - Mark Foster - Marcus Fraser - Lorenzo Gagli - Stephen Gallacher - Sergio García (2008) - Ignacio Garrido - Daniel Gaunt - Jean-Baptiste Gonnet - Ricardo Gonzalez - Tano Goya - Richard Green - Matt Haines - Søren Hansen - Grégory Havret - Benjamin Hebert - Oskar Henningsson - Michael Hoey - Keith Horne - David Horsey - David Howell - Jeppe Huldahl - Raphaël Jacquelin - Thongchai Jaidee - Scott Jamieson - Michael Jonzon (2009) - Anthony Kang - Shiv Kapur - James Kingston | - Søren Kjeldsen - Maarten Lafeber - José Manuel Lara - Pablo Larrazábal - Peter Lawrie - Thomas Levet - Tom Lewis - Shane Lowry - Joost Luiten - Matteo Manassero (2010) - Pablo Martin - Gareth Maybin - Richard McEvoy - Ross McGowan - Damien McGrane - Colin Montgomerie - James Morrison - George Murray - Christian Nilsson - Alexander Norén - Steven O'Hara - José Maria Olazabal - Thorbjørn Olesen - Pedro Oriol - Gary Orr - Adrian Otaegui - Hennie Otto - John Parry - Phillip Price - Richie Ramsay | - Brett Rumford - Lloyd Saltman - Alvaro Salto - Marcel Siem - Joel Sjöholm - Graeme Storm - Scott Strange - Mark Tullo - Floris de Vries - Anthony Wall - Romain Wattel - Steve Webster - Peter Whiteford - Martin Wiegele - Bernd Wiesberger - Danny Willett - Oliver Wilson - Fabrizio Zanotti - Matthew Zions Toernooi invitaties - Carlos García Simarro - John Daly - Emanuele Canonica Nationale Order of Merit - Carlos Del Moral - Alvaro Velasco - Carl Suneson - Jesús María Arruti - Santiago Luna |